# Хаджі I Ґерай
Гаджи Девлет I Ґірей, або Хаджі́ I (крим. I Hacı Geray, ۱حاجى گراى‎; 1397, Тракай, Велике князівство Литовське — 1466, Бахчисарай, Кримське ханство) — кримськотатарський державний, політичний і військовий діяч. Засновник Кримського ханства, перший кримський хан (1427–1456, 1456–1466) з династії Ґіреїв. Син Гіяса ад-Діна, онук Таш-Тимура. Історик-османіст В. Д. Смірнов вважав, що Хаджі I Герай був однією людиною з Девлетом-Берді — могутнім ханом Золотої Орди (річ у тому, що хани Золотої Орди після прийняття ісламу в державі носили два імені: одне мусульманське, інше національне тюркське).

## Біографія

### Родовід і походження
Багато джерел неправильно подають його походження. За турецькими істориками Джанабі (16 ст.) i Мунаджім-баши (17 ст.), він був сином Кічі-Мухамеда; за Різван-пашею (XVII ст.) — Улуг-Мухамеда; за анонімною «Короткою історією Кримських ханів» (XVII ст.) — сином Таш-Тимура. Згідно з Михалоном Литвином він народився поблизу Тракая у ВКЛ.
Через плутанину пізніших джерел можна зустріти досі найрізноманітніші версії походження Ґераїв, однак немає сумнівів, що вони були Джучидами та Тука-Тимуридами. Версія «Муїз-ал-аксаб», за якою Хаджі Ґерай був сином Гіяса ад-Діна і внуком Таш-Тимура, як і в більшості випадків поданих у цьому джерелі, виглядає найправдоподібнішою.
Батько Хаджі, Гіяс ад-Дін («Захист віри»), походив з древнього і могутнього роду Таш-Тимуридів. Засновник цього роду Туюк-Тимур очолював тумени Бату-хана, які діяли на кримському напрямку. Він взяв Судак, забезпечивши завоювання півострова. Його сину Аран-Тимуру хан Менґі-Тимур подарував улус з усіма землями і кочовищами за вірну службу. Нащадок Аран-Тимура, Таш-Тимур зі своїми синами Гіясом ад-Діном, Девлет-Берді і Алі-беком були дуже шанованими людьми в середовищі кримських Ширінів. Їхній рід був тісно пов'язаний з великим Тохтамишем і його нащадками. Крім того, їх підтримував рід Кереїв, які кочували понад Дніпром і були нащадками могутнього племені кераїтів. Звідси й майбутнє прізвисько Хаджі — «Ґерай (Керей)»

### Дитинство і юність
Народився і провів дитинство в тодішній столиці Великого князівства Литовського Тракаї, де вся його сім'я проживала в еміграції. Його рік народження 1397 р. В рік його появи на світ ханський аталик (вихователь) Девлет-Гельді («Щастя прийшло»), містик-суфій і глава роду Кереїв здійснив хадж — паломництво у Мекку. На честь цієї події немовля отримало ім'я Хаджі. Справжнє ім'я — Девлет-Берді. Девлет-Гельді став його вихователем (аталиком) (серед татар аталицтво користувалося великою пошаною й аталик часто був чи не найближчою для вихованця людиною). Хаджі Ґерай здобув традиційну мусульманську освіту, і рано вчився військовій справі. У володінні його родичів було місто Ліда в Білорусі (через це в тих місцях осіло багато татарських вершників, їх нащадки — литовські татари- живуть там й досі). Дитинство Хаджі минуло у Білорусі та Литві, тут він легко здружився з багатьма нащадками литовських багатих родин, зокрема, з майбутнім маршалом Литви Михайлом Радзивілом. Тут же знаходилися у вигнанні багато знатних людей, зокрема 13 синів Тохтамиша, рід Кереїв, Текіє, наступник роду Ширінів, багато мурз Криму та Дешт-і-Кипчаку.
Причиною вигнання була нестабільна ситуація в Криму. В 1380 р. війська хана Тохтамиша, до складу яких входили ополчення кримських Таш-Тимуридів на чолі з главою роду знищили залишки військ темника Мамая, перед тим розгромленого литовцями і Дмитрієм Донським на Куликовому полі. Так була відновлена єдність Золотої Орди після довгих і масштабних міжусобиць. Проте пізніше Тохтамиш досить необачно кинув виклик Тимуру Кульгавому, правителю Самарканда в сучасному Узбекистані, який мав у розпорядженні 200 000 воїнів.
У 1390 році Тамерлан завдав ординському хану двох жорстоких поразок — на Кондурчі (1391) та Тереку (1395) — після яких Тохтамиш був позбавлений престолу і змушений вести постійну боротьбу з ханами, поставленими Тамерланом. Таш-Тимур у 1396 р. спробував проголосити себе правителем Криму, але після запеклої битви із загонами Тимура Самаркандського загинув, а його сини Девлет-Берді (дядько Хаджі Ґерая) і Гіяс ад-Дін вимушені були з усією сім'єю покинути півострів. Військо Тимура і темника Ідиги зруйнували Солгат і усі міста півострова, сильно постраждали православні монастирі. Таш-Тимуриди разом еміром єдісану Актау відкочували до Дністра, де розділилися — Актау перейшов у Туреччину, а брати в Литву. Спроба прихильників Тохтамиша розгромити Тамерлана силами Литви закінчилася Битвою на Ворсклі і повною катастрофою, яка перекреслила надію на повернення.
1410 року його батько разом з сімома татарськими хоругвами (5000 чоловік) взяв участь у Грюнвальдській битві, командуючи підрозділом. Участь у цій кампанії була потрібна його покровителєві, Джелалу ад-Діну, сину Тохтамиша, для майбутньої боротьби проти ставлеників Тамерлана. В обмін на участь у битві татари отримали військову і політичну допомогу Великого князівства Литовського.

### Громадянська війна в Золотій Орді
В результаті невдалої війни між Тохтамишем і Тамерланом на престол Орди вступив Пулад-хан, права рука темника Едигея. Пізніше почергово його заміняли такі хани як Кутлуг-Тимур і Тимур, які у всьому підкорялися Великому темнику. Але правління Едигея викликало опозицію серед знаті всередині Орди.
На початку 1410-х Хаджі Ґерай брав разом з батьком взяв участь в боротьбі проти Едигея. 1408 р. щоб упокорити Московське князівство, правитель вирушив на нього війною. Скориставшись його походом, татарська знать підняла проти темника повстання, на чолі якого став Тимур-хан. Нащадки Тохтамиша вважали момент найкращим для вторгнення. Джелал ад-Дін вдерся в область Дешт-і-Кипчак (причорноморські степи сучасної України). Крим та області Едичкульської і Джамбайлуцької орд йому підкорився досить легко, що було пов'язано з впливом на півострові родів Таш-Тимуридів і Кереїв. Намісник Едигея втік і Солхат підкорився переможцю. Девлет-Берді, дядько Хаджі Ґерай, став намісником Криму, карбуючи монету від імені Джелал ад-Діна. Сили Едигея не чинили запеклого опору. Його війська досить легко відступили до Дону, разом з кримськими Мангидами. Едигей, дізнавшись про ці події, здер з Московії великий відкуп і повернув на Орду. Незабаром він зазнав страшної поразки від Тимур-хана, який перехопив його військо біля Дону. Не маючи сил воювати і проти Тимур-хана, і проти Джелал ад-Діна, який швидко рухався на столицю, Едигей утік за Волгу, туди відійшли і Мангиди.
В сутичці з своїм братом, володарем Сибірського Улусу Керим-Берді, Джелал ад-Дін загинув. Керим-Берді напав на його табір і відрубав брату голову. Після смерті останнього великого хана розпочався новий виток громадянської війни, який підірвав міць Орди. Врешті переміг Едигей, який поставив сина Дервіша ханом. Дервіш, син Едигея, був убитий Джаббаром-Берді, одним з синів Тохтамиша. Після загибелі Джаббар-Берді ханом був проголошений Кадир-Берді (брат покійного). На його бік став Гіяс ад-Дін з братом та Хаджі Ґерай. Едигей втік у Крим і посадив на престол еміра Бек-Суфі. Рід Таштимуридів повернув на бік Кадир-Берді ополчення кланів Ширінів і Баринів, які все більше намагалися контролювали стратегічно важливий півострів.
На території Улусу було дуже неспокійно. В Криму панував безлад і сутички між знатними родами. Це завдавало значної шкоди господарству і культурі. Тому Кадир-Берді і вирушив з військом царевичів Гіяса ад-Діна і Девлет-Берді. Вони швидко розсіяли війська Бек-Суфі та Едигея (який втік на Урал) і взяли Солхат (1419). Остаточно Бек-Суфі був розгромлений пізніше Девлет-Берді, який почав бойові дії проти територій, які ще контролював емір. Сили останнього незабаром було цілковито знищено, а його гірські фортеці швидко захоплені, а сам Бек-Суфі загинув. Спираючись на ресурси півострова, Кадир-Берді поновив боротьбу, залишивши намісником Девлет-Берді. Але, наляканий впливом Таш-Тимуридів, хан задумав їх знищити. Усіх членів роду, які перебували у ханській ставці в Солхаті, було вбито. Врятуватися вдалося лише Девлет-Берді, Хаджі Ґераю та його кузенові Джанай-оглану. Хаджі Ґерай зміг сховатися в кочовищах Кереїв, де переховувався 7 років.

## Боротьба за Крим

### Перше правління
1427 р. емір Текійє посварився з Великим ханом. Від цього моменту він перестав служити Улу Мухамеду, перекочував на Дін, де до нього приєдналися власні чамбули, за допомогою вірних людей знайшов Хаджі Ґерая і разом із ним відійшов у Західний Дешт (за Дніпро). Хаджі почав претендувати на кримський улус, який раніше належав його дідові (царевичу Таш-Тимуру). Але натиск Девлет-Берді (його дядька), одного з претендентів на золотоординський престол із Дешт-і-Кипчаку та колишнього намісника Криму, заважав йому здійснити задумане. Порівняно легко відігнавши родичів, Девлет-Берді переоцінив свої сили. Після розгрому Девлет-Берді на Волзі (1427) Хаджі Ґерай з'явився в Криму. Царевич вирішив скористатися нагодою і опанувати кримський улус. Незабаром Ґерай на чолі шістнадцяти тисяч ногайських нукерів уступив в Ескі-Кирим (1428). Ґерай відразу спробував зміцнити свою владу, звернувшись за підтримкою до родів Криму, до власниці замку Кирк-Єр (Чуфут-Кале) Джаніке-ханчі і до влади міста Солгату. В цей час почав карбування власної монети, але з іменем Гіяс ад-Діна. Також Хаджі Ґерай наблизив до себе Ширінів. Але пишні дари не дуже допомогли. Через появу міцного супротивника (Улу Мухамеда) знать півострова (за винятком Джаніке-ханчі) надала перевагу лояльності до Улу Мухамеда. Хаджі і без того терпіли як ставленика Литви, оскільки в Криму не було сил, аби його вибити. Емір Текійє, глава Ширінів, який різко змінив політичну орієнтацію і підтримав Улу Мухаммеда, на чолі війська напав на Крим. У підсумку Ґерай, контролюючи лише Солхат, вимушений був тікати. Він забрав частину родової казни. Уникаючи битв, але тим не менше зазнавши великих втрат (війська розбігалися), Хаджі відступив у Дешт-і-Кипчак.

### Друге правління
Ця поразка не розчарувала царевича. Він розпочав готуватись до нової війни. Як досвідчений політик, Хаджі Ґерай листувався з литовським князем. Він заручився підтримкою Великого князівства Литовського. Великий князь Сигізмунд хотів поставити на чолі кримського улусу вірну і слухняну людину. Цим він сподівався убезпечити рубежі Литовської держави від набігів татар:
«Князь великий Жигимонт, дав йому людей… до орд перекопських, на царство послав.» — оповідає московський літопис
Військо для нього знайшлося — в Литві жило багато татар — біженців, військовополонених та ін., які склали основу військ. В одних лише литовських полках служило 40 000 татар. Після нетривалого затишшя Ґерай продовжив воєнні дії. В 1431 р. на чолі заново зібраного війська він навалився на Крим і обложив Солхат, який після бою відчинив перед ним ворота. Рейд Ґерая збігся зі сваркою між Улу Мухамедом та Текійє. Емір, невдоволений жорстким контролем з боку хана, перестав йому служити і рушив у Крим. Біля Перекопу війська зустрілися. Текійє визнав Хаджі Ґерая своїм повелителем. Це саме зробили і Ширіни.
Ці події стали початком боротьби кримських татар за незалежність. Хаджі Ґерай не збирався залишатися намісником і, разом з тим, не хотів бути ханом Золотої Орди. Щоб відстояти Крим йому довелося змагатися з могутніми супротивниками — Улу Мухамедом і хаджі-тарханським правителем Кучюк Мухамедом («Маленьким» Мухамедом). Останні активно воювали один з одним, одночасно намагаючись захопити Крим.
Відтіснивши Кучюк Мухамеда, Улу Мухамед відправив значні сили на Дон і в Крим — розгромити місцевих ханів. Його дуже чисельним і добре озброєним військам вдалося оволодіти степами Причорномор'я, зазнавши великих втрат у боях проти хана Саїд-Ахмета, який кочував на Дону. Одночасно Кучюк Мухамед, оправившись від розгрому, відправив загони ногайців з метою відтіснити противників і оволодіти Кримом. На всьому просторі Дешт-і-Кипчаку запалали сутички.
Зібравши навколо себе добірне військо, Хаджі Девлет Ґерай направив свої удари спочатку на загони Улу Мухамеда, і, розбивши першого, направив свої сили на Кучюк Мухаммеда, що наступав з приволзьких берегів. Цього противника було також переможено, у підсумку чого Хаджі Ґерай закріпив за собою не тільки високий авторитет серед татар, але і міг вже себе вважати володарем абсолютно незалежного престолу, влада якого поширювалася не тільки на кримський півострів, але й охоплювала прилеглі північно-східні степи і західні степи по Дніпро й Дін.
В цьому йому активно допомагала Джаніке-ханча, яка володіла Кирк-Ер (Чуфу-Кале) і разом з Ширинами допомогла утвердитися у Криму Хаджі Ґераю, який доводився їй триюрідним племінником. По смерті Джаніке Хаджі Ґерай збудував дюрбе (мавзолей) на її могилі, що досі збереглося серед руїн Чуфут-Кале.
Новий хан береться за проведення державних справ. Від Джаніке-ханчі він отримав у власність замок Джантим-Кале (Кирк-Йор, сучасний Чуфут-Кале) і зробив своєю базою на випадок війни. В майбутньому тут виникне нова столиця — Бахчисарай. Хаджі Ґерай задумав значні реформи в Криму, але для цього потрібно було укріпити свою владу.
Наступним кроком мало стати об'єднання всієї території півострова, на той час розділеного на степову частину, підвладну татарам, Кафу з Готією (тобто, з Південним берегом Криму, включно по Балаклаву) і невеликим незалежним християнським Мангупським князівством. У разі успіху в руках Хаджі Ґерая виявився б весь морський кордон з кількома сильними фортецями і хорошими портами, від Єни-Кале по гирло Дніпра.

#### Війна з Генуєю
1433 р. втрутився в феодорійські справи. Він підбурив князя Олексія І захопити Балаклаву. Заручившись обіцянкою ханської допомоги, князь Олексій напав на генуезьку фортецю Чембало і, підтримуваний місцевими одноплемінниками, восени 1433 р. заволодів нею, заславши до фортеці під виглядом купців кілька шпигунів-агітаторів. Невелика колонія була переважно заселена грецькими рибалками, що співчували сусідньому і рідному за релігією і національністю князівству. Перебуваючи у важкому становищі, вони легко піддалися на агітацію і при першій появі в балаклавській долині посланого з Мангупа загону військ, місцеві рибалки повстали і допомогли князю прогнати з фортеці невеликий гарнізон. Генуезькі солдати втекли в Кафу, залишивши Чембало в повній залежності від переможця.
У Генуї ці звістки порушили сильне обурення серед купецтва та моряків, народ вимагав від дожа Адорно і сенату покарання винних, але сенат, тільки що закінчивши тривалу і невдалу війну проти союзних флорентійської і венеціанської республік, опинився в скрутному становищі. На допомогу прийшов банк Св. Георгія, який запропонував позичити уряду республіки необхідну суму для спорядження ескадри. Скориставшись цією пропозицією, сенат ухвалив спорядити ескадру з 20 галер і загоном в 6000 морських і сухопутних військ. Головне начальство над цією експедицією було доручено випробуваного генуезькому полководцю Карлу Ломеліно.
Облога фортеці тривала протягом трьох днів, а на четвертий була прорвана оборона, всі захисники перебиті, за винятком князя Олексія, його наближених і одного священника. Всіх їх було переведено на корабель і закуто. Після чого Чембало було віддано солдатам на розкрадення. Через добу була спалена Каламіта, жителі якої вночі покинули фортецю.
Після захоплення і розорення цих фортець війська розділилися, частина пішла сухопутним шляхом, а інша — морським, вздовж берега, плюндруючи все на своєму шляху і вимагаючи від жителів повної покірності Генуї. Врешті-решт вони прибули до Кафи, звідки вирушили на Солхат, але дорогою потрапили в засідку й були розбиті на голову (при співвідношенні сил 5000 з боку татар і 8000 — з боку генуезців). Викупивши полонених, у кількості 25 осіб залишки військ роззброїли дві галери та ще одне судно, під командуванням Бабілана ді Негро, вирушили назад, до Генуї.

### Вигнання
У 1434 р., на Крим рушив на чолі війська Улу Мухаммед, який збирався знову підкорити улус. Щоб відбити його вторгнення Хаджі Ґерай почав збирати війська, а також полки Ширінів. Ширіни, побоюючись великої війни, перейшли на бік Улу Мухаммеда, їхні загони вдарили Хаджі Ґераю в спину. Армія Хаджі Ґерая зазнала тяжкої поразки, він втратив найкращих воїнів. Тому, швидко зібравши залишки військ, відступив за Дніпро.
Програвши боротьбу з Улу-Мухамедом, Хаджі Ґерай емігрував у Литву, за даними «Короткої історії кримських ханів» — в Астрахань. Він заново зібрав військо і готувався до походу в Крим. Побоюючись цього, Улу-Мухаммед розірвав свій союз зі Свидригайлом на користь Зигмунта Кейстутовича, який спочатку прийняв Хаджі Ґерая, обіцяючи йому підтримку, а потім погодився його затримати, аби той не вертав у Крим. Хаджі Ґерая було викликано до Вільна, взято під варту (потім йому «пожалували» місто Ліду і навколишні села, де він фактично був у засланні).
Захопивши Солхат, Улу Мухамед посадив там намісника. Проте півострів залишався бажаним шматком і 1437 р. намісник вигнаний Кучюк Мухамедом. Той, вважаючи що справу зроблено, вирушив кочувати зі своєю ордою в причорноморських степах, де воював проти Улу Мухамеда. Тому дуже скоро був вигнаний ханом подонських татар Саїд-Ахметом. В Криму запанувала розруха. Кочові татари кілька разів спустошили півострів. Чиновники і кадії призначувані Саїд-Ахметом різко збільшили податки, викликаючи невдоволення населення.

## Хан Криму

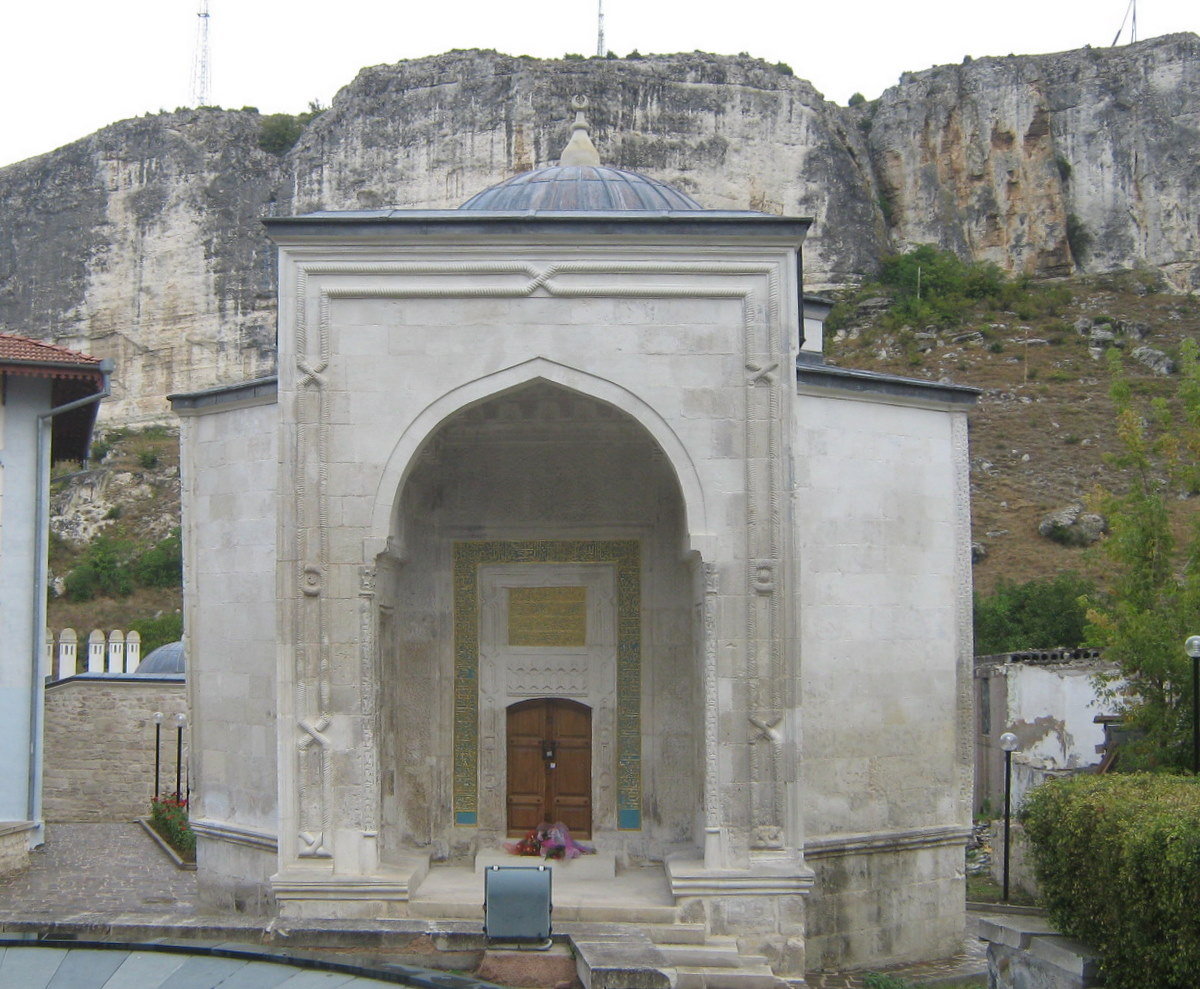
Мавзолей Хаджі Ґерая

1443 р. в Литву прибуло посольство жителів Криму на чолі з главами родів Ширінів і Баринів. Вони просили «пожалувати» їм на хана Хаджі Ґерая. Оскільки великий князь відмовився від союзу з Улу Мухамедом, він повернув Ґерая з фактичного заслання у м. Ліду і той отримав офіційне визнання Литвою свого звання.
Хроніка поляка Стрийковського розповідає про це так:
 «… татари перекопські, баринські й Ширінські надіслали до Казимира, великого князя литовського з проханням дати їм на царство Хаджі — Ґерая, який на той час проживав у Литві, де він володів для прогодування містом Лідою з ласки панів литовських. Тому Казимир в призначений день у Вільні, в приготованому замку звів з литовськими панами того Хаджі — Ґерай на царство татарське і послав його в Перекопську орду з маршалом Радзивілом, який сміливо посадив його там».
Це було пов'язано з погіршенням відносин між Литвою і Золотою Ордою, а також неабиякими дипломатичними заходами Ширінів, їх намаганням навести в Криму порядок. Адже 1437 р. хан Саїд-Ахмет захопив Крим і встановив свою владу. Він значно підвищив податки й мита. Було відмічено значні зловживання з боку призначених ним чиновників. Ці події були не тільки невигідними Литві, вони прямо загрожували їй, оскільки Золота Орда, основний стратегічний противник, не могла зміцніти без Криму. Починається посилення військової та фінансової допомоги Хаджі Ґераю з боку Литви.
До цього додалися міжусобиця у ВКЛ і самодіяльний похід Хаджі Ґерая у Крим 1441 р. 20 березня 1440 р. великий князь Сигізмунд був убитий в результаті змови. Хаджі Ґерай цим скористався й покинув місце заслання із загоном уланів-нукерів. Оскільки Саїд-Ахмет не очікував нападу і не мав значних сил, царевич зненацька увірвався в Крим і заволодів півостровом, вибивши намісника.
Цього року він почав карбувати і монету від свого імені в місті Кирк-Ер (Чуфут-Кале). На одному боці монети викарбувано тамгу Ґераїв, рік і місце карбування, на іншому — слова Хаджі Ґерай бен Гіяс ад-Дін(син Гіяс ад-Діна) і титули. Його воцаріння визнали всі крім Ширінів і Барінів, які чекали помсти з боку Саїд-Ахмета.
Крім того, прийняв виявлення покірності з боку генуезької Кафи. Зайнятий боротьбою з родичами Саїд-Ахмет вимушений був витерпіти такі посягання на свою владу. Але італійський консул за спиною у правителя Криму розпочав вести переговори з ханом Великої Орди, обіцяючи йому політичну і військову підтримку у випадку на Крим.
1442 р. міська влада Кафи, сподіваючись на міць своїх стін і нестійкість положення Хаджі Ґерая, запропонувала підписати мир на тих умовах, як його підписували інші намісники й правителі Криму. Отримавши відмову вони оголосили війну. В Кафу прибули значні сили з Генуї, місто готувалося до облоги. Проте у вирішальній битві Хаджі Ґерай поступився противнику і відступив. Натхненні успіхом кафинці розташувалися табором біля міста, навіть не виставивши варту. Завдяки цьому татари захопили їх зненацька і розгромили. Кафа обміняла полонених і пішла на поступки.
Попри поразку союзників Саїд-Ахмет вдерся до Криму і Литви з великим військом і без бою витіснив Хаджі Ґерая з Солгату — Ширіни передбачувано перейшли на його бік і визнали ханом. Але Ґерай зберіг армію, з якою відступив до Дніпра і почав готуватися до війни скликаючи полки єдісанських і дешт-і-кипчацьких татар. Задоволений перемогою Саїд-Ахмет зібрав данину і спалив дощенту столицю улусу, чим назавжди позбавив себе підтримки беїв.
Зрештою внаслідок вищеописаних подій Хаджі Ґерай став правителем Перекопу й активно продовжував боротьбу проти Саїд-Ахмета. Поки хан зайнятий війною на Дону, царевич спробував захопити кочовища саїд-ахметових татар у Дешт-і-Кипчаку. Атака закінчилася невдачею і відступом у Перекоп. Дізнавшись про це намісник Криму спробував прорватися до хана Саїд-Ахмета і захопити Перекоп, але Хаджі Ґерай розбив його, проте переслідувати не став. Він розпочав укріплювати Перекоп в очікуванні противника.
Саїд-Ахмет, який уже знав про захоплення Перекопа і дії свого суперника, 1445 р. подолавши внутрішніх ворогів, з великим ногайським військом виступив проти Хаджі Ґерая. До нього приєдналися всі прихильники з придніпровських степів. Але тяжка облога міста закінчилася невдачею, а при спробі хана відступити — битвою, в якій Саїд-Ахмет зазнав страшної поразки, втратив багато людей і коней та відійшов на Дон.
Цього ж року Хаджі Ґерай разом з полками Ширінів і Баринів вступив у Крим і був проголошений правителем.

### Відносини з Генуєю і Феодоро
Після сходження на престол Хаджі Ґерай відновив союз із Феодоро і листувався з князем Олексієм I. Татарський загін на чолі з синами хана допоміг феодоритам відвоювати у Кафи порт Каламіту, який став єдиним портом Феодоро. Хан активно фінансово і політично підтримував князівство. Виявом дружби став не тільки обмін дарами з князем Олексієм — у Солхаті разом з дітьми Хаджі Ґерая зростав юний наступник престолу князівства, а у Феодоро живе молодший син Хаджі Ґерая — Менґлі (Бенґлі). За сприяння хана було налагоджено морську торгівлю Феодоро. Задля цього Хаджі Ґерай почав торгову блокаду Кафи, одночасно заохочуючи кримських купців торгувати через Каламіту, шляхом зниження мита для феодоритів, привілеями для тих, хто торгував через Феодоро і підвищенням мита для кафинців. Для успішного ведення зовнішньої політики хан навіть створив флот із десятка фуст, який грабував кораблі генуезців і завертав купців у Феодоро. Його політика мала такий успіх, що кафинці були змушені скаржитися до Генуї на відтік вантажообігу в Каламіту з кафінського порту. Про феодоритів же колоніальна адміністрація пише: «Вони можуть нікого не боятися, поки живий їхній батько і владика — татарський хан».
Хоча після розгрому генуезької експедиції відносини між двома сторонами нормалізувалися і колоніальна влада надсилала в Солхат дорогі подарунки, загальної довіри не було й близько. Порушуючи договір із Хаджі Ґераєм Кафа прийняла новий статут і почала зав'язувати відносини з його ворогами. Так, в статуті від 1446 є кілька пунктів, які стосуються відносини з татарами й містять різну заборону на контакти з татарською владою і з татарами взагалі під загрозою великих штрафів і повідомляють про існування в Кафі кола осіб, які є таємними інформаторами Хаджі Ґерая, «які передають татарам усі секрети» і отримують від них подарунки. Будь-яка розмова з ханським посланцем можлива для кафинця лише після того, як представник ханства закінчить свої офіційні переговори з консулом (втім, тут за особливим рішенням міської адміністрації можливі й винятки). Чітко розмежовувалися повноваження двох влад, що існували в Кафі з XIV ст.: татарської та генуезької. Так, жителям Кафи суворо заборонено втручатися будь-яким чином у збір мит канлюками (безперечно передача слова hanlik — людина ханства). Разом із тим і верховному представникові ханської адміністрації в місті — тудуну — було заборонено продовжувати свою владу над тими з колишніх ханських підданих, які, проживши в колоніях понад рік, перейшли до громадянства Генуї.
Два останніх положення відбивають ситуацію, коли ханські податки, які стягували в Кафі, згодом ішли на відкуп жителям міста, серед яких, таким чином формувалася прошарок, залежний від хана, а також, мабуть, спроби ханської адміністрації контролювати життя не тільки ханських підданих в Кафі, але і в цілому всіх вихідців з ханства, навіть тих які взяли підданство Генуї. Хаджі Ґерай намагався створити собі опору серед населення міста. Кафа тим часом намагалася захистити свої інтереси від вищеназваних претензій Хаджи Ґерая.
Судячи з усього, Кафа з трепетом ставилася до свого могутнього сусіда. В інтересах Хаджі Ґерая було підтримувати таку свою репутацію і запобігати спробам Кафи звільнитися, для чого він користувався чисто ординськими засобами додання собі авторитету.
Торгова блокада, яка поставила під питання фінансовий стан колоній, і небувале піднесення авторитету хана серед сусідів примусило консула піти на поступки і підкоритися вимогам кримської сторони, особливо відносно тудуна. Місто стало настільки податливим, що з листа єпископа Кампорі, який викривав перед Генуєю колоніальну адміністрацію, дізнаємося — в 1451—1452 рр. хан посилав у Кафу своїх особистих представників з вимогою дарів. У місті двічі побувала мати правителя; з Кафи повернувся багато одягненим і щедро обдарованим син хана, навмисне відправлений туди в злиденному вбранні; до Кафи приходив і родич Хаджі (Джанай-оглан?), який знайшов всілякі приводи для отримання великої суми золотом. Кампорі звинуватив батьків міста в тому, що ті занадто легко погоджувалися з вимогами подібних гостей.
Але разом з тим у другій половині 1440-х рр. Кафа надзвичайно посилилася, було відновлено міські стіни.
У 1449 році почав боротьбу за створення незалежної Кримської держави, у ній опирався на підтримку знатних сімейств Великого князівства Литовського і Криму. 1449 року розгромив сили Улу-Мухаммеда. Це стало початком кінця Золотої Орди, яка розпалася на ряд ханств (Велика Орда — найбільше ханство).
Боротьба була дуже тривалою — йому вдалося тричі займати кримський престол (в 1428, 1433 і 1443 роках), проте всі три спроби були невдалими, і остаточно він зміг закріпитися в Криму тільки у 1449 році. Хаджі Ґерай за підтримкою польського короля Казимира IV 1449 р. оголосив незалежність ханства від Золотої Орди.
Після цього він займав престол до своєї смерті в 1466 році, з короткою перервою в 1456 році, коли владу тимчасово захопив його син Айдер. Закріпившись на троні, переніс столицю Криму з міста Кирим в місто Кирк-Ер, звідки Менґлі І Ґерай переніс її до Бахчисарая.
В зовнішній політиці орієнтувався на шляхетську Польщу. Зокрема, 1461 р. підтримував Казимира IV, який намагався захопити Новгород. Вів боротьбу проти Золотої Орди. В 1465 р. завдав поразки хану Великої Орди Махмуду, що йшов походом на Литовське князівство та на Москву.
Похований в мавзолеї Дюрбе Хаджі Ґерая в Салачику (зараз — околиця Бахчисараю).

## Вшанування пам'яті
У місті Сімферополь є вулиця Хаджи Ґерая.
22 квітня 2024 року у селищі Новоолексіївка вулицю Інтернаціональну перейменували на вулицю Хаджи Герая.

## Сім'я
- Діти:

Айдер Ґерай
Нур-Девлет Ґерай
Менґлі І Ґерай